# Iglesia de Santa Catalina (Badajoz)
La iglesia de Santa Catalina es un templo católico situado en Badajoz.  
La iglesia de Santa Catalina en su origen formaba parte del Convento de Monjas Agustinas de Santa Catalina, fundado en 1515 y ocupado por las monjas hasta 1623. Años después, hacia 1633, se instala en él la compañía de Jesús, que adquiere diversos edificios anexos, hasta su expulsión con Carlos III. A continuación se instala en la iglesia la Parroquia de Santa María la Real hasta su traslado a la actual Iglesia de San Agustín con la desamortización de Mendizabal.
Desde entonces la iglesia ha sido una propiedad privada, llegando a albergar en la segunda mitad del siglo XX una fábrica de ladrillos y baldosas hidráulicas.
En el año 2013 el Ayuntamiento de Badajoz adquirió la iglesia con el objeto de incorporarla al patrimonio histórico de la ciudad de propiedad pública, así como para impulsar su rehabilitación y puesta en valor.
El Convento de Santa Catalina, del que aún se conservan elementos arquitectónicos muy interesantes como la Iglesia y el claustro, fue ampliado por los Jesuitas añadiendo el colegio de los Padres Jesuitas, fundado en 1633 y llegando a ocupar todo el frente de manzana entre Plaza de Santa María, calle Encarnación y calle Soto Mancera en la denominada Plazuela de Santa María, este Convento estaba unido con un arco situado en la calle Soto Mancera a la residencia de seminaristas, hoy en día Residencia Universitaria Julio Cienfuegos.
Se encuentra muy próxima a la primera sinagoga que tuvo Badajoz.

## Descripción de la Iglesia
La iglesia presenta planta de cruz latina, la nave principal está cubierta con bóveda de cañón, con seis arcos fajones de medio punto. En el brazo derecho del crucero tenemos acceso a una sala de techo bajo que da entrada a un patio y a un espacio de dos alturas que se situarían tras el altar.
El acceso a la iglesia se realiza por dos puertas, una de ellas, la principal, en la actualidad asimétrica con el eje del edificio, y otra más pequeña a la derecha de la primera, producto del proceso de segregación de los 60 donde había una cochera y el resto de la iglesia se utilizaba como almacén de materiales de construcción y fábrica de baldosas hidráulicas.
En la entrada nos encontramos con el coro, dividido por un muro que crea dos habitaciones, los techos de las dos alturas presentan decoración de esgrafiados, en algunas zonas se ven a simple vista, y en otras se aprecia el relieve a través de la capa de pintura, en el centro hay un tondo con círculos concéntricos, y en las paredes tenemos encintados. Posiblemente realizados en la construcción del convento en el siglo XVI.
Esta misma decoración la vemos a través de la capa pictórica de toda la bóveda, aunque en el último tramo, junto al crucero, se ven restos de color.
Los arcos están decorados con encintado de cal, aunque perdido en diversas zonas, este encintado lo vemos por distintas partes de los paramentos.
En las paredes del templo encontramos ventanas en la zona superior, algunas cegadas, en el primer tramo junto al coro, a la derecha, vemos algo de policromía en la ventana, y en la pared solo restos de encintado, enfrente hay una ventana abierta. En el segundo tramo tenemos en la parte superior la ventana y bajo ésta descubrimos una hornacina con pintura mural que representa una santa con palma de la que se conserva la parte superior y la decoración del interior del arco, en los laterales tenemos dos capas de mortero sobre la que está la pintura, la intermedia tiene una decoración gris. Junto al crucero tenemos la única capilla abierta que se conserva, con cúpula con linterna apoyada sobre cuatro pechinas, toda con pintura mural en diversas capas, la más exterior en rojos, la segunda perdida casi por completo de la que se ve una cinta con las letras DEXERM. La tercera es la que mantiene mayor superficie cubierta de pintura, en ambas paredes laterales vemos tondos y decoración vegetal. La pared del fondo tiene una hornacina muy perdida con una imitación de concha, alrededor hay algunos restos de pintura, las pechinas y el arco de acceso también están pintados.
Ya en la zona del crucero, en el brazo derecho solo vemos algunos restos de encintado, y en la zona de enfrente tenemos en la zona superior del arco los restos de pintura mural que representa dos angelotes sujetando un escudo con corona y debajo de ellos una cinta en la que leemos NUESTRA SE DEL CARMEN todo sobre un arco.
A la derecha de la zona del altar hay una pequeña habitación, posible sacristía que está pintada en blanco y no parece decorada. Aquí tenemos un acceso a un patio con dos salas a diferente altura. Encontramos diversas decoraciones geométricas y de imitación de ladrillo que ya hemos vistos en diversos edificios de la ciudad.

## Conclusión
La Iglesia de Santa Catalina reúne una serie de valores históricos, se trata de uno de los monumentos religiosos más antiguos de tiempos de la expansión de la ciudad, extramuros del recinto de la Alcazaba y luego en tiempos de la conquista cristiana de la ciudad. Además, forma un correlato con los avatares históricos que se sucedieron en España tan significativos como: la creación de la Compañía de Jesús y la contrarreforma, las guerras de Portugal, la expulsión por la cédula real emitida en el siglo XVIII por Carlos III, por el periodo de desamortización, la privatización del patrimonio religioso, su abandono, las repercusiones de la Guerra Civil y la recuperación en el último periodo democrático. Es por ello que reúne los valores suficientes no solo históricos sino sociológicos que afectaron de lleno a la ciudad de Badajoz para su declaración como bien de interés cultural en la categoría de monumento. Desde el punto de vista Artístico, el edificio supuso la introducción en la provincia de Badajoz de la arquitectura jesuítica tras su remodelación, y suponiendo la expansión de este tipo de plantas en Portugal.